# 624448 Gennadiyborisov
624448 Gennadiyborisov este o planetă minoră (asteroid) din centura de asteroizi. A fost descoperită pe 30 decembrie 2013 la Nogales de Jean-Claude Merlin⁠(d). 
Obiectul prezintă o orbită caracterizată de o semiaxă mare de 2,3988191160872 UAi, o excentricitate de 0,20014897673648, o înclinație de 3,121061078275 ° în raport cu ecliptica.